# You Don’t Come Close
You Don’t Come Close – album koncertowy zespołu Ramones, który odbył się 13 września 1978 w Bremie (Niemcy), wydany 15 maja 2001 przez wytwórnię Dynamic Italy.

## Lista utworów
1. „Teenage Lobotomy” (Dee Dee Ramone) – 2:07
2. „Blitzkrieg Bop” (Tommy Ramone/Dee Dee Ramone) – 2:12
3. „Don’t Come Close” (Dee Dee Ramone) – 2:06
4. „I Don’t Care” (Joey Ramone) – 1:35
5. „She’s the One” (Joey Ramone) – 2:04
6. „Sheena Is a Punk Rocker” (Joey Ramone) – 2:11
7. „Cretin Hop” (Tommy Ramone/Johnny Ramone/Dee Dee Ramone) – 1:41
8. „Listen to My Heart” (Dee Dee Ramone) – 1:34
9. „California Sun” (Henry Glover/Morris Levy) – 1:43
10. „I Don’t Wanna Walk Around With You” (Dee Dee Ramone) – 1:22
11. „Pinhead” (Dee Dee Ramone) – 2:20

## Skład
- Joey Ramone – wokal
- Johnny Ramone – gitara
- Dee Dee Ramone – gitara basowa, wokal
- Marky Ramone – perkusja